# کدی اسمیت-مک‌فی
کُدی اسمیت-مک‌فی (به انگلیسی: Kodi Smit-McPhee) (زادهٔ ۱۳ ژوئن ۱۹۹۶) یک بازیگر استرالیایی است. او با بازی در فیلم جاده (۲۰۰۹) شناخته شد. او در هفتاد و نهمین مراسم گلدن گلوب برای فیلم قدرت سگ، برنده جایزه گلدن گلوب بهترین بازیگر نقش مکمل مرد شد.

## بخشی از فیلم‌شناسی
- بگذار وارد شوم (۲۰۱۰)
- جاده (۲۰۰۹)
- پارانورمن (۲۰۱۲)
- رومئو و ژولیت (۲۰۱۳)
- راهنمای پرنده برای همه‌چیز (۲۰۱۳)
- مایا زنبور عسل (۲۰۱۴)
- طلوع سیاره میمون‌ها (۲۰۱۴)
- جوانان (۲۰۱۴)
- همه بیابان (۲۰۱۴)
- مردان اکس: آخرالزمان (۲۰۱۶)
- آلفا (۲۰۱۹)
- قدرت سگ (۲۰۲۱)
- الویس